# Švedska invazija na Poljsku
Švedska invazija na Poljsko-Litavsku Uniju ili Švedski potop (poljski: Роtор, litavski: Tvanas) označava niz događaja sredinom 17. stoljeća na teritoriju Poljsko-Litavske Unije. U širem smislu se odnosi na razdoblje od Kozačkog ustanka 1648. do Andrusovskog sporazuma 1667. U užem smislu pojam se odnosi na švedsku invaziju i okupacije Poljsko-Litavske Unije kao Drugog sjevernog rata u razdoblju od 1655. do 1660. U Poljskoj i Litvi taj period se naziva Švedski potop (litvanski: Švedų tvanas, poljski: Potop szwedzki).
Godine 1648., rusinski feudalni gospodar Bogdan Hmeljnicki vodio je narodni ustanak Dnjeparskih kozaka i ukrajinskih seljaka nezadovoljnih vladavinom Poljske i Litve.
Početna faza pobune završila je u (nakon puno razaranja) bitci kod Berestečka (1651.) i fokus je prebačen na rivalstvo između Rusije i Unije Poljske i Litve nad ukrajinskom području i nad istočnim slavenskim zemljama u cjelini. Tako je u listopadu 1653. ruski Zemsky Sobor objavio rat Uniji, a u lipnju 1654. snage cara Alekseja I. napale su istočnu polovicu Poljsko-Litve Unije, što je bio početak Rusko-poljskog rata 1654. – 1667. Švedsko Carstvo je tehnički već bilo u ratu s Unijom (ugovor o prekidu vatre je postojao od 1629. koji je produžen na 1635. i 1661.), napadom u srpnju 1655. Švedska je zauzela preostalu polovinu zemlje.
Nezadovoljstvo unutar zajednice iskoristili su dva poljsko-litavska plemenita kneza Janusz Radziwiłł i Boguslaw Radziwiłł koji su potpisali Sporazum u Kėdainiai sa švedskim kraljem Karlom X, po kojem bi oni vladali novim vojvodstvom pod švedskom podanošću.
Poljsko-litvanski kralj Jan II Kazimir (vladao 1648. – 1668.) nema potporu među plemstvom (szlachta) zbog svojih simpatija prema apsolutističkoj Austriji i otvorenog prezira prema "Sarmatizmu". Ranije 1643., Jan II Kazimir je postao član isusovaca i dobio titulu kardinala. Ipak, u prosincu 1646. vraća se u Poljsku te u listopadu 1647. odstupa sa svog položaja kardinala da se kandidira za izbore za poljsko prijestolje, postao je kralj 1648. Međutim, dio plemstva smatra Karla Gustava (kralj Švedske od 1654 do 1660 i bratić Kasimira) kao legitimnog nasljednika na poljsko-litavskom prijestolju.
Kada Švedska vojska napada Poljsko-Litvsku uniju, vojvoda od Poznanja, Krzysztof Opaliński, predaje Veliku Poljsku Karlu Gustavu. Ostala područja su također predna velikom brzinom. Šveđani ulaze u Varšavu u kolovozu 1655. a Jan II Kazimir bježi u Šlesku. Međutim nekoliko mjesta još se uvijek opiralo - najznačajnije (i simbolično) samostan na Jasnoj Gori. Obranom samostana na Jasnoj Gori počinje jači poljski otpor protiv Šveđana. U prosincu 1655 formirana je Konfederacija Tyszowca.
Spontani ustanak počinje u cijeloj zemlji, a vođe će uskoro postati Stefan Czarniecki i Paweł Jan Sapieha. Unija pobjeđuje snage Transilvanije te Brandenburga i Pruske. Hadjačkim sporazumom podignut je položaj Kozaka i Rusina jednak onome Poljaka i Litvanaca, te se stvara poljsko-litvansko-rusinska zajednica (poljski: Rzeczpospolita Trojga Narodów - "Zajednica triju naroda"). Međutim, uvjeti ugovora nikad nisu u potpunosti ispunjeni jer ga Rusija odbija i održava svoja potraživanja u Ukrajini.
Andrusovskim sporazumom zaustavljeno je višegodišnje sukobljavanje između Poljske i Rusije.
Rat je priveden kraju vjerskim sukobom kada su uglavnom nekatolički osvajači sukobi uglavnom s katolicima. Protjerivanjem protestantske poljske braće iz Poljske 1658. primjer je povećanja netrpeljivosti. Tijekom Potopa, tisuće poljskih Židova također su bile žrtve nasilja, često pokrenutim od strane Zaporiških Kozaka.

## Vanjske poveznice
- Karta okupirane Transilvanije iz 1657.